# Canton de Champs-sur-Tarentaine-Marchal
Le canton de Champs-sur-Tarentaine-Marchal était une division administrative française située dans le département du Cantal en région d'Auvergne. Il a été supprimé en 2015 à la suite du redécoupage des cantons du département.

## Géographie
Ce canton était organisé autour de Champs-sur-Tarentaine-Marchal dans l'arrondissement de Mauriac. Son altitude varie de 430 m (Lanobre) à 966 m (Champs-sur-Tarentaine-Marchal) pour une altitude moyenne de 573 m.

## Histoire
Le canton a été supprimé en 2015 à la suite du redécoupage des cantons du département : les quatre communes ont rejoint le nouveau canton d'Ydes.

## Composition
Le canton de Champs-sur-Tarentaine-Marchal regroupait les 4 communes suivantes :
| Nom                                       | Code Insee | Intercommunalité  | Population (dernière pop. légale) |
| ----------------------------------------- | ---------- | ----------------- | --------------------------------- |
| Champs-sur-Tarentaine-Marchal (chef-lieu) | 15038      | CC Sumène Artense | 1 050 (2014)                      |
| Beaulieu                                  | 15020      | CC Sumène Artense | 89 (2014)                         |
| Lanobre                                   | 15092      | CC Sumène Artense | 1 432 (2015)                      |
| Trémouille                                | 15240      | CC Sumène Artense | 180 (2014)                        |

## Représentation

### Conseillers d'arrondissement (de 1833 à 1940)
| Période                                  | Période | Identité                             | Étiquette   | Qualité |
| ---------------------------------------- | ------- | ------------------------------------ | ----------- | --- |
| 1833                                     | 1842    | Pierre Barrier (1770-1849)           |             | Notaire, juge de paix à Champs, maire de Vebret                                                             |
| 1842                                     | 1848    | Hippolyte Trapenard                  |             | Notaire à Champs                                                                                            |
| 1848                                     | 1858    | François Chabaud (1811-1875)         |             | Médecin, maire de Marchal                                                                                   |
| 1858                                     | 1871    | Jean Étienne Barrier (1809-1879)     |             | Juge de paix à Champs                                                                                       |
| 1871                                     | 1883    | Remède Trapenard (1808-1885)         | Républicain | Notaire, maire de Lanobre                                                                                   |
| 1883                                     | 1886    | Pierre Trapenard (fils du précédent) |             | Médecin à Champs                                                                                            |
| 1886                                     | 1901    | Henri Geneix                         |             | Maire de Trémouille                                                                                         |
| 1901                                     | 1913    | Antoine Coudert                      |             | Agriculteur, maire de Lanobre, suppléant du juge de paix                                                    |
| 1913                                     | 1922    | Jean Tyssandier                      | RG          | Maître d'hôtel, maire de Lanobre                                                                            |
| 1922                                     | 1940    | Marcel Tyssandier                    | Républicain | Maire de Lanobre                                                                                            |
| 1940                                     |         |                                      |             | Les conseils d'arrondissement ont été suspendus par la loi du 12 octobre 1940 et n'ont jamais été réactivés |
| Les données manquantes sont à compléter. |         |                                      |             | |

### Conseillers généraux de 1833 à 2015
| Période    | Période      | Identité                                                              | Étiquette              | Qualité |
| ---------- | ------------ | --------------------------------------------------------------------- | ---------------------- | --- |
| 1833       | 1848         | Edmond Mathieu de Laforce                                             | Légitimiste            | Propriétaire du château de Journiac Avocat, maire de Beaulieu                                                             |
| 1848       | 1852         | Hippolyte Trapenard                                                   |                        | Notaire, maire de Champs-sur-Tarentaine, conseiller d'arrondissement                                                      |
| 1852       | 1865 (décès) | Edmond Mathieu de Laforce                                             | Légitimiste            | Avocat, propriétaire du château de Journiac Maire de Beaulieu                                                             |
| 1865       | 1871         | Albert Mathieu de Laforce (fils du précédent)                         | Droite                 | Artiste-peintre Propriétaire du château de Journiac Maire de Beaulieu                                                     |
| 1871       | 1886         | Gabriel Mathieu de Chabannes de Laforce de Wolpy (frère du précédent) | Droite                 | Propriétaire du château de Journiac Maire de Beaulieu                                                                     |
| 1886       | 1928         | Pierre Trapenard (1846-1934)                                          | Républicain            | Docteur en médecine Boulevard du Temple à Paris, conseiller d'arrondissement,maire de Champs Président du Conseil Général |
| 1928       | 1940         | Fernand Cellier                                                       | Rad.                   | Médecin Maire de Lanobre                                                                                                  |
|            |              |                                                                       |                        | |
| 1942       | 1945         | Marcel Tyssandier                                                     |                        | Maire de Lanobre (1934-1947), conseiller d'arrondissement Nommé conseiller départemental en 1942                          |
|            |              |                                                                       |                        | |
| 1945       | 1965 (décès) | Fernand Cellier                                                       | SFIO puis PSU          | Médecin, maire de Lanobre (1959-1965)                                                                                     |
| 9 mai 1965 | 1998         | Jean-Paul Cellier (fils du précédent)                                 | SFIO puis UDR puis RPR | Médecin généraliste, maire de Lanobre (1965-1994)                                                                         |
| 1998       | 2004         | Henri Fabre                                                           | RPR                    | Chef d'entreprise Maire de Beaulieu                                                                                       |
| 2004       | 2015         | Daniel Chevaleyre                                                     | PRG                    | Agriculteur, maire de Champs-sur-Tarentaine-Marchal Elu en 2015 dans le canton d'Ydes                                     |

### Résultats électoraux détaillés
- Élections cantonales de 2004 : Daniel Chevaleyre (Divers gauche) est élu au 2e tour avec 54,96 % des suffrages exprimés, devant Gérard Aimé (Divers droite) (23,64 %) et Alain Corona (Divers droite) (21,4 %). Le taux de participation est de 79,74 % (2 003 votants sur 2 512 inscrits)[4].
- Élections cantonales de 2011 : Daniel Chevaleyre (Divers gauche) est élu au 1er tour avec 60,96 % des suffrages exprimés, devant Gérard Dif   (UMP) (24,61 %) et Thierry Fonty (Divers gauche) (6,46 %). Le taux de participation est de 43,08 % (2 551 votants sur 5 922 inscrits)[5].

## Démographie
| 1975  | 1982  | 1990  | 1999  | 2006  | 2011  | 2012  |
| ----- | ----- | ----- | ----- | ----- | ----- | ----- |
| 3 257 | 3 017 | 2 930 | 2 800 | 2 780 | 2 746 | 2 749 |